# Bulletin of the American Museum of Natural History
El Bulletin of the American Museum of Natural History és una revista científica avaluada per experts en els camps de la zoologia, la paleontologia i la geologia. Forma part d'un conjunt de revistes publicades pel Museu Americà d'Història Natural. En aquest context, se sol anomenar el Bulletin per distingir-lo d'altres sèries de revistes publicades pel museu.
Fou fundat el 1881, originalment per a articles breus. El zoòleg i ornitòleg estatunidenc Joel Asaph Allen en fou un dels primers editors. Entre els científics i naturalistes que hi publicaren en els primers anys hi ha Sir John William Dawson, Lucius Eugene Chittenden, Jules Marcou, Ezra Brainerd, Edgar Alexander Mearns i Maximilian von Wied.
Durant molt de temps fou una publicació mensual. Documenta nous descobriments en les ciències naturals i, concretament, en la geologia, la paleontologia i la zoologia.
En la dècada del 1920, American Museum Novitates esdevingué la publicació habitual per a articles breus i el Bulletin començà a publicar-ne de més llargs que anteriorment havien sortit en la sèrie Memoirs. Des del volum 23 (1907), la informació sobre qüestions antropològiques es publica a Anthropological Papers. Avui en dia es publica amb una periodicitat irregular.